# Mitrofan Lewczenko
Mitrofan Wasiljewicz Lewczenko (ur. 1890 w Sudży, zm. 1955 w Leningradzie) – radziecki historyk, bizantynista. 

## Życiorys
Studiował na uniwersytecie w Piotrogrodzie, które przerwała mu rewolucja październikowa. Powróciwszy do Sudży oddał się działalności ideologiczno-politycznej. W 1930 powrócił do Leningradu, gdzie w Instytucie Historii, Filozofii i Lingwistyki zajmował się historią najnowszą. Przeniesiony w 1933 do Gosudarstwiennoj Akademii Istorii Materialnoj Kultury zajmował się badaniem stosunków agrarnych w Bizancjum V-VII w. Od 1940 do 1944 kierował Instytutem Historii Akademii Nauk ZSRR. Habilitował się na podstawie pracy o historii Bizancjum napisanej z pozycji marksistowskich. Przewodził grupie bizantynistów radzieckich, która w 1945 wydała "Wizantijskij Sbornik". W czasie II wojny światowej pracował w Kazaniu  i w Taszkencie. Po wojnie powrócił do Leningradu i na tamtejszym uniwersytecie organizował katedrę bizantynistyki (kierował ją do śmierci). Jego prace cechuje marksistowski schematyzm ideologiczny. Był autorem przekładu na rosyjski Agatiasza. Autor pracy Oczerki po istorii russko-wizantijskich otnoszeni (Moskwa 1956). Jednym z jego uczniów był Nikołaj Sokołow.

## Wybrane publikacje
- Агафий Миринейский. О царствовании Юстиниана. / Пер., ст. и примеч. М. В. Левченко. М.-Л.: Изд-во АН. 1953. 221 стр. 3000 экз.
- wznowienie (Серия «Памятники мировой истории и культуры»). М.: Арктос. 1996. 256 стр. 3000 экз.